# درگذشتگان ۲۰۰۷
این صفحه فهرست درگذشتگان ۲۰۰۷ است.
- آرتور بوخوالد
- آنا نیکول اسمیت
- اردشیر حسین‌پور
- اسکار پترسون
- اینگمار برگمن
- بوریس یلتسین
- بی‌نظیر بوتو
- تئودور میمن
- جان بکوس
- جان‌فرانکو فرره
- جیمز اویبولا
- ریشارد کاپوشینسکی
- زئیو شیف
- سیدنی شلدون
- شحات محمد انور
- لوچیانو پاواروتی
- میکل‌آنجلو آنتونیونی
- نازک الملائکه
- ژان بودریار
- ژولیوس وس